# Katrin Schmidberger

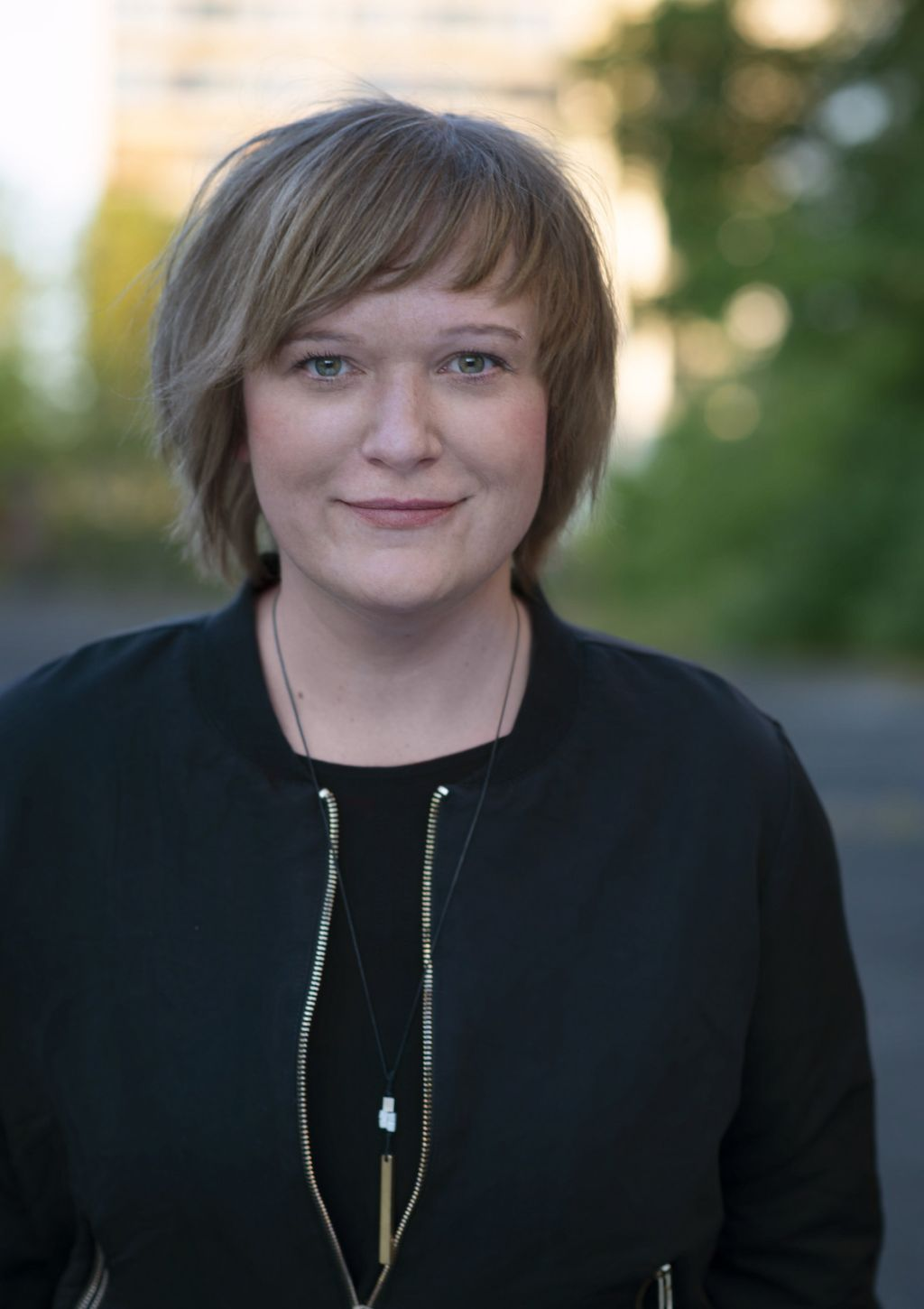
Katrin Schmidberger

Katrin Schmidberger (* 3. August 1982 in Rosenheim) ist eine deutsche Politikerin (Bündnis 90/Die Grünen). Sie ist seit 2011 Mitglied im Abgeordnetenhaus von Berlin.

## Leben
Schmidberger wuchs in Neumarkt in der Oberpfalz auf, wo sie 2002 am Ostendorfer-Gymnasium ihr Abitur machte. Seit 2002 lebt Schmidberger in Berlin. Sie studierte Sozialwissenschaften an der Humboldt-Universität zu Berlin. Schmidberger engagierte sich neben ihrem Studium politisch und ist Mitglied der Partei Bündnis 90/Die Grünen. Von 2003 bis 2011 war sie Mitarbeiterin des Bundestagsabgeordneten Hans-Christian Ströbele. Seit 2011 ist Schmidberger Mitglied des Abgeordnetenhauses von Berlin.

## Politik
Seit 2000 ist Katrin Schmidberger Mitglied der Partei Bündnis 90/Die Grünen. Für die Grüne Jugend Bayern war sie von 2000 bis 2001 Sprecherin, für die Grüne Jugend Bundesverband von 2002 bis 2004 Politische Geschäftsführerin. Ebenfalls für die Grüne Jugend war sie als deren Vertreterin im attac-Rat. Von 2006 bis 2011 war sie Mitglied des Geschäftsführenden Ausschusses des Kreisverbandes Friedrichshain-Kreuzberg von Bündnis 90/Die Grünen in Berlin. Am 18. September 2011 gelang ihr bei der Wahl zum Abgeordnetenhaus von Berlin 2011 über die Landesliste von Bündnis 90/Die Grünen der Einzug als Abgeordnete in das Abgeordnetenhaus von Berlin. Bei der Wahl zum Abgeordnetenhaus von Berlin 2016 wurde Schmidberger im Wahlkreis 1 in Friedrichshain-Kreuzberg (Gleisdreieck, Rathaus Yorckstraße, Viktoriapark, Chamissokiez, Bergmannkiez, Graefekiez) mit 44,1 Prozent der Erststimmen direkt gewählt. Damit erzielte sie das zweitbeste Wahlergebnis in einem Berliner Wahlkreis 2016. Bei der Abgeordnetenhauswahl 2021 wurde sie mit 41,2 % wiedergewählt. Auch bei der Wiederholungswahl 2023 konnte sie ihren Sitz im Abgeordnetenhaus mit 40,3 Prozent der Stimmen verteidigen.
Seit 2016 ist Katrin Schmidberger Sprecherin für Wohnen und Mieten sowie seit 2021 Sprecherin für Haushaltspolitik der Grünen Abgeordnetenhaus-Fraktion. In der vorangegangenen Legislaturperiode war sie Sprecherin für Mieten und Wohnen sowie Tourismus. In der Legislaturperiode von 2011 bis 2016 war sie Sprecherin für Mieten und Soziale Stadtentwicklung sowie Sprecherin für Clubkultur. Aktuell ist sie Mitglied im Hauptausschuss und im Ausschuss für Stadtentwicklung und Wohnen sowie im Unterausschuss Vermögensverwaltung. In der Legislaturperiode von 2016 bis 2021 war sie Mitglied in den Ausschüssen Stadtentwicklung und Wohnen; Inneres, Sicherheit und Ordnung; sowie Verfassungsschutz. Ebenfalls saß sie im Untersuchungsausschuss „Terroranschlag Breitscheidplatz“. In ihrer ersten Legislaturperiode von 2011 bis 2016 war sie Mitglied im Ausschuss für Bauen, Wohnen und Verkehr, im Kulturausschuss sowie im Sonderausschuss zur Rekommunalisierung der Berliner Wasserbetriebe. Seit Dezember 2018 ist sie als Vertreterin der Fraktion Bündnis 90/Die Grünen Mitglied im Aufsichtsrat der Liegenschaftsfonds Berlin Verwaltungsgesellschaft mbH und im Aufsichtsrat SODA – Sondervermögen für Daseinsvorsorge- und nicht betriebsnotwendige Bestandsgrundstücke des Landes Berlin. Darüber hinaus ist Schmidberger Mitglied des Runden Tisches „Neue Liegenschaftspolitik“.
Bei der Bundestagswahl 2025 trat sie als Direktkandidatin im Wahlkreis Berlin-Friedrichshain-Kreuzberg – Prenzlauer Berg Ost und auf der Landesliste der Berliner Grünen an, nachdem die bisherige grüne Wahlkreisabgeordnete Canan Bayram auf eine erneute Kandidatur verzichtet hat. Im Wahlkreis unterlag sie als Zweitplatzierte Pascal Meiser (Die Linke). Dieser Wahlkreis war seit 2002 an die Grünen gegangen. Für ihre Niederlage erfuhr Schmidberger parteiinterne Kritik.

## Politische Themen
Katrin Schmidberger setzt sich für den Erhalt von preiswerten Wohnraum, den Schutz von Mietern vor Verdrängung, eine soziale Stadtentwicklung und für besseren Schutz vor Eigenbedarfskündigungen ein. Sie spricht sich gegen die Nutzung von Wohnraum als Ferienwohnungen aus und fordert ein strengeres Zweckentfremdungsverbot für Berlin. Außerdem setzt sich Schmidberger für den Erhalt der Berliner Sozialwohnungen und die Stärkung und Novellierung des bezirklichen Vorkaufsrechts ein. Ebenso spricht sie sich für eine neue Liegenschaftspolitik und gegen die Privatisierung von öffentlichen Liegenschaften aus. So lehnt sie z. B. den Verkauf des Dragoner-Areals in Berlin-Kreuzberg durch die Bundesanstalt für Immobilienaufgaben (BImA) an einen privaten Investor ab. Sie hat den Berliner Mietendeckel in der rot-grün-roten-Koalition mit durchgesetzt und setzt sich dafür ein, dass der erfolgreiche Volksentscheid „Deutsche Wohnen & Co. enteignen!“ umgesetzt wird.
Zusätzlich hat sie in der rot-grün-roten Regierungszeit an der Verschärfung einiger Gesetze wie dem Zweckentfremdungsverbotsgesetz mitgearbeitet und mit dafür gesorgt, dass der Abriss von Wohnraum auch durch die Bauordnung wieder reguliert wird. Zudem hat sie die Einführung der Genossenschaftsförderung und eine kostenfreie bezirkliche Mieterberatung mit auf den Weg gebracht. Auch an der Nutzung des Vorkaufrechtes sowie der Rekommunalisierung von Wohnhäusern, z. B. am Kottbusser Tor, im Falkenhagener Feld und an der Karl-Marx-Allee war sie beteiligt. Weitere ihrer Initiativen in der rot-grün-roten Regierungszeit war die Einführung des Initiativen Forum Stadtpolitik Berlin, das als Bindeglied zwischen Zivilgesellschaft und Politik für Austausch auf Augenhöhe sorgen sollte und die Unterstützung der Bezirke beim Milieuschutz.